# Дзвели-Анага
Дзвели-Анага (груз. ძველი ანაგა) — село в Грузии, в муниципалитете Сигнахи края Кахетия. 

## География
Село расположено в южной части края, в 18 километрах по прямой к юго-востоку от центра муниципалитета Сигнахи. Высота центра — 400 метров над уровнем моря.

## Население
По данным переписи населения 2014 года, в селе проживало 1465 человек.
| Год  | Население | Мужчины | Женщины |
| ---- | --------- | ------- | ------- |
| 2002 | 2216      | 1044    | 1172    |
| 2014 | 1465      | 710     | 755     |